# 50 km (rejon wygonicki)
50 km (ros. 50 км) – przystanek kolejowy w miejscowości Krasnoje, w rejonie wygonickim, w obwodzie briańskim, w Rosji. Położony jest na linii z Briańska do Homla.